# 川田神社 (甲賀市水口町北内貴)
川田神社（かわたじんじゃ）は、滋賀県甲賀市に鎮座する神社である。

## 祭神
- 天湯川桁命 - 鳥取連の祖神
- 天川田奈命

〈配祀神〉
- 天児屋根命
- 大己貴命

## 神紋
- 下り藤

## 由緒
垂仁天皇の時代に創祀されたと伝わる。『延喜式神名帳』に記載された名神大社の論社。享保11年（1726年）には正一位の神階を受けた。蔵田荘の惣社。明治9年（1876年）に村社、同17年（1884年）に郷社、昭和11年（1936年）に県社に列した。

## 祭り
- 例祭

4月25日に行われる。
- 古式揚矢祭（ようやまつり）

## 境内社
- 天満宮